# Edder Delgado
Edder Gerardo Delgado Zerón, né le 20 novembre 1986 à San Manuel, est un footballeur international hondurien, qui évolue au poste de milieu de terrain. 

## Carrière
Delgado est formé et fait ses débuts dans le championnat hondurien en septembre 2007. Malgré son statut de nouveau venu, il parvient à se faire une place au sein de l'effectif. Il est d'ailleurs retenu, par Gilberto Yearwood, pour représenter son pays aux Jeux olympiques d'été de 2008. Cependant, Delgado n'y dispute aucun match. 
Il inaugure son premier match en équipe nationale, en mai 2009, contre Haïti. Entretemps, il remporte son titre, à savoir le tournoi d'ouverture 2010. Delgado devient un élément récurrent du Honduras et participe à deux Gold Cup.
En 2014, il est sélectionné pour disputer la Coupe du monde 2014, au Brésil.

## Palmarès
- Champion du Honduras : Ouverture 2010 et Ouverture 2013